# École nationale supérieure des mines de Paris
Fundada en 1783, l’École nationale supérieure des mines de Paris, també anomenada Mines ParisTech, és una Grande école d'enginyeria de França. Està situada a París, França: Campus PSL Research University.
L’École nationale supérieure des mines de Paris és un establiment públic d'ensenyament superior i recerca tècnica.
L'Escola lliura 
- el diploma d'enginyer de Mines ParisTech (Màster Ingénieur Mines ParisTech)
- el diploma Màster recerca i de doctorat
- Mastère spécialisé
- MOOC[2]

## Admissió i escolaritat
L'ingrés a Mines ParisTech s'efectua per 
- concurs Mines-ParisTech (estudiants francesos)
- programa europeu ERASMUS (estudiants Europe).

La majoria dels estudiants francesos són admesos després de dos o tres anys de classes preparatòries. Aquests dos anys equivalen als dos primers anys d'estudis universitaris, en els quals s'estudia a fons sobretot Matemàtiques i Física.

## Graduats famosos
- Anne Bouverot, directiva empresarial francesa
- Charles Combes, enginyer francès
- Alain Minc, economista, assessor polític, i alhora empresari multimilionari francès

## Professors famosos
- Alexander Emile Beguyer de Chancourtois, geòleg i mineralòleg francès